# Žiželice (ort i Tjeckien, Ústí nad Labem)
Žiželice är en ort i Tjeckien.   Den ligger i regionen Ústí nad Labem, i den nordvästra delen av landet, 70 km väster om huvudstaden Prag. Žiželice ligger 226 meter över havet och antalet invånare är 428.
Terrängen runt Žiželice är huvudsakligen platt. Žiželice ligger nere i en dal. Runt Žiželice är det ganska tätbefolkat, med 192 invånare per kvadratkilometer. Närmaste större samhälle är Most, 16,5 km norr om Žiželice. Trakten runt Žiželice består till största delen av jordbruksmark.